# Murato
Murato (korziško Muratu) je naselje in občina v francoskem departmaju Haute-Corse regije - otoka Korzika. Leta 2006 je naselje imelo 586 prebivalcev.

## Geografija
Kraj leži v severovzhodnem delu otoka Korzike 23 km jugozahodno od središča Bastie.

## Uprava
Murato je sedež kantona Haut-Nebbio, v katerega so poleg njegove vključene še občine Lama, Pietralba, Piève, Rapale, Rutali, Sorio, San-Gavino-di-Tenda, Santo-Pietro-di-Tenda in Urtaca z 2.170 prebivalci.
Kanton Haut-Nebbio je sestavni del okrožja Calvi.

## Zanimivosti
- romanska cerkev sv. Mihaela iz sredine 12. stoletja, od 1840 francoski zgodovinski spomenik,
- cerkev Marijinega oznanenja iz 18. stoletja,
- kapeli sv. Janeza Krstnika in sv. Roka,
- genoveški mostovi pont de Torreno, 1er pont de Santa-Lucia, 2e pont de Santa-Lucia,
- spomenik mrtvim.